# Вальфре ди Бонцо, Теодоро
Теодоро Вальфре ди Бонцо (итал. Teodoro Valfrè di Bonzo; 23 августа 1853, Кавур (Италия), Сардинское королевство — 25 июня 1922, Рим, королевство Италия) — итальянский куриальный кардинал и ватиканский дипломат. Апостольский делегат и чрезвычайный посланник в Коста-Рике с 11 июля 1884 по 27 марта 1885. Епископ Кунео с 27 марта 1885 по 18 марта 1895. Епископ Комо с 18 марта 1895 по 27 марта 1905. Архиепископ Верчелли с 27 марта 1905 по 13 сентября 1916. Титулярный архиепископ Трабзонда с 13 сентября 1916. Апостольский нунций в Австро-Венгрии и Австрийской Республике с 14 сентября 1916 по 15 декабря 1919. Префект Священной Конгрегации по делам монашествующих с 6 марта 1920 по 25 июня 1922. Кардинал-священник с 15 декабря 1919, с титулом церкви Санта-Мария-сопра-Минерва с 18 декабря 1919.
Окончил Туринский папский теологический факультет в 1876 году. 